# أشغال شقة جدا (مسلسل)
أشغال شقة جدا هو الموسم الثاني من مسلسل أشغال شقة و في الموسم الثاني، يصبح (حمدي) و(ياسمين) والدين لأربعة أطفال، لكن تشهد حياتهما عدم الاستقرار مجددًا عندما يواجه (حمدي) العديد من المشاكل في حياته المهنية، وتقرر (ياسمين) العودة إلى العمل، بينما تستمر معاناتهما في إيجاد مديرة منزل مناسبة.

## حلقات المسلسل
الحلقة الأولى:
يحتفل حمدي وياسمين بعيد ميلاد توأميهما، ماليك وعبد الحميد. تستعين الأسرة بخادمة جديدة تُدعى "مدينة" من أصول أفريقية، ولكن سرعان ما تظهر مشكلات بسبب شهيتها الكبيرة للطعام، مما يضع الأسرة في مواقف كوميدية محرجة.
الحلقة الثانية:
يحاول حمدي و ياسمين وصديقهما عربي التعامل مع تبعات وجود "مدينة" في المنزل. ينجح حمدي وعربي في استرجاع المال من تاجر عملة، وتسعى ياسمين لاستعادة عملها السابق. تقرر الأسرة في النهاية الاستغناء عن "مدينة" بسبب الفوضى التي تسببت بها في المنزل.
الحلقة الثالثة:
يواجه حمدي وعربي مشكلة جديدة في العمل. تستعين الأسرة بخادمة جديدة تُدعى "هناء"، التي تستخدم مواد ممنوعة في تبخير المنزل. قُبِض على ياسمين بالخطأ أثناء شرائها لهذه المواد.
الحلقة الرابعة:
يتم الإفراج عن ياسمين ويتم القبض على "هناء". و يُطلب من حمدي وعربي إجراء تحليل مخدرات بسبب سلوكهم غير الجاد في العمل.
الحلقة الخامسة:
تقع الخادمة الجديدة "منى" في حب حمدي. يسافر حمدي وعربي في مهمة إلى الغردقة لإنقاذ (القرش الأبيض)، وينسى حمدي عيد ميلاد ياسمين، مما يسبب توتراً في العلاقة بينهما.
الحلقة السادسة:
يمر عربي بوعكة صحية بعد انتحاله شخصية مريض. تنضم ياسمين، منى، و عبد الحميد إلى حمدي وعربي في رحلتهما الاستكشافية التي تواجه صعوبات. تعترف "منى" بحبها لحمدي، وعندما يرفضها، تحاول إيذاء ياسمين.
الحلقة السابعة:
توظف الأسرة خادمة جديدة تُدعى "سماح" ذات تصرفات غريبة. يلتحق ماليك وعبد الحميد بمدرسة حمدي القديمة، ويموت (القرش الأبيض)، ويحاول حمدي وعربي التعامل مع الموقف.
الحلقة الثامنة:
يحاول حمدي حل مشكلة أولاده في المدرسة. ويسعى حمدي وعربي لحل قضية جديدة بمساعدة "سماح"، وتحصل ياسمين على دور تمثيلي جديد مع الفنانة سوسن بدر، ويصاب حمدي بالعمى بعد اتفاق بين سماح وياسمين على عمل سحر له.
الحلقة التاسعة:
يستعيد حمدي بصره. تستعين الأسرة بخادمة جديدة من إندونيسيا وتضعها تحت الاختبار. ويحرق حمدي جثة (سقنن رع) أثناء محاولة ترميمها، ويحاول مع عربي إنقاذ الموقف، وتنتقل والدة حمدي للسكن في شقة مجاورة، مما يزيد من تعقيد الأمور.
الحلقة العاشرة:
تصاب ياسمين بصدمة عصبية بعد انتقال حماتها إلى الشقة المقابلة، ويحاول حمدي وياسمين تعلم اللغة الإندونيسية للتواصل مع الخادمة الجديدة، وبعدما يتقنان اللغة، تضطر الخادمة للمغادرة، وتستعين الأسرة بخادمة هندية بديلة.
الحلقة الحادية عشرة:
تستمر والدة حمدي في مضايقة ياسمين. وتُسرق سيارة حمدي، ويذهب للإبلاغ عنها.
تحاول الخادمة الجديدة "سهير" إقناع ياسمين بالذهاب معها إلى طبيب تجميل.
الحلقة الثانية عشرة:
يكتشف حمدي والدكتور عصام أن سرقة سيارتيهما جزء من مخطط إجرامي أكبر، وتخضع ياسمين لعملية تجميل فاشلة، ويحاول حمدي وعربي إثبات براءة عصام من تهمة الاتجار بالمخدرات.
الحلقة الثالثة عشرة:
يُسرق (خازوق كليبر)، ويُكلف حمدي وعربي بالتحقيق في الأمر، وتستعين الأسرة بخادمة جديدة، وتتصاعد الأحداث في إطار كوميدي.
الحلقة الرابعة عشرة:
يسترجع حمدي وعربي الخازوق ويعيدانه إلى المتحف، وتصاب درية والدة حمدي بالذهان وفقدان الذاكرة، ولكن تكتشف ياسمين أن درية تتصنع الأمر لمنع حمدي من السفر للعمل خارج البلاد.
الحلقة الخامسة عشرة (الأخيرة):
تتصاعد الأحداث عندما يقرر حمدي السفر إلى المالديف، ولكن والدته تحاول منعه بطرق غير تقليدية، مما يسبب له مشكلات في الحصول على التأشيرة، وفي الوقت نفسه تعلن ياسمين رغبتها في اعتزال التمثيل. وأثناء توجه حمدي إلى المطار، يتم القبض عليه بتهمة إتلاف أثر تاريخي (خازوق كليبر)، وذلك بعد أن أبلغ عنه صديقه عربي للشرطة، وتنتهي الحلقة بمشهد مثير يترك الجمهور في حالة ترقب لمصير حمدي وعربي.

## طاقم العمل
| - هشام ماجد: دكتور حمدي عبد الرحيم - أسماء جلال: ياسمين - مصطفى غريب: عربي - شيرين: درية أم حمدي - محمد عبد العظيم: دكتور عصام | - أحمد عبدالوهاب: فادي - حازم إيهاب: كريم - أحمد الرافعي: دكتور محمد عبد المنعم - سلوى محمد علي: سوسن أم ياسمين - محمد محمود: دكتور غندور |

ضيوف الحلقات
| - ألفت إمام: أم صبري العريس ح 1 و2 - إسلام مبارك: مدينة - خادمة ح 1و2 - علي صبحي: صبري ح 1و2 - عبد السلام الدهشان: المأذون ح 2 - ناهد السباعي: هنا خادمة ح 3و4 | - إنتصار: أم صابرين ح 3و4 - فدوى عابد: سناء المتهمة ح 3و4 - حمادة صميدة: الديلر ح 3 - دنيا ماهر منى خادمة ح 5و6 - ياسر عزت: الدكتور ح 5و6 | - آية سماحة: سماح خادمة ح 7و8و9 - محمود السراج: شيخ أيوب ح 7 - سوسن بدر: بشخصها ح 8 - شريف دسوقي: د. رؤوف مسئول المتحف ح 9و10و13و14 - اوكي :الخادمة الأندونيسية ح 9و10 | - نسرين أمين: سهير خادمة ح 11و12 - ياسر الطوبجي: دكتور التجميل ح 11و12 - رحاب الجمل: منال خادمة ح 13و14و15 - محمد حسني: عكاشة الدباح ح 13 - حنان يوسف بشخصها ح 15 |

الادوار الثانوية
- محمد حسني : ويتر الفرح ح 1 و2
- إيهاب الشاكوشي:ويتر مطعم الأحياء المائية ح 5
- عبد الرحمن مصطفى: فرقة الزار ح 7
- أحمد مال برقوقة: ربيع
- جمال عزام: رجل عجوز
- مصطفى شاهين:رجل يحلق
- هاني سمير: زوج وفاء
- سحر عبد الله: زوجة عصام
- سامح شامة: المنتج سامح شامة
- إبراهيم جومص:شاب 18 سنة
- أحمد أسامة: صاحب محل حواء
- نرمين شاكر: صديقة هناء
- محمد أشرف: صنايعي التكييف
- علي كمالو: شعبان
- عبده العجمي: طلبة
- عبد الله حمدي: ظابط القبض على ياسمين
- عبد الله رفعت : عامل الدليفري
- محمد: الطفل عبد الحميد
- رضا مطر: عم حليم
- غزل: الطفلة مايا
- محمود الدمياطي:محامي المطعين
- محمد حمدان:محامي وفاء
- محمد فطوطة: مساعد شامح شامة
- شريف خلوصي: مساعد شيف مطعم الأحياء المائية
- ميدو: مساعد كريم
- طارق محمد: مشتبه DNA
- ياسين:الطفل مليك
- أدهم سلامة: موظف الفندق
- الاء مؤمن: موظفة استقبال الشركة
- انجي عادل: موظفة الريسبشين
- سهيلة: الانوار
- مؤمن وائل: وهدان
- ربيع العمدة: أبو العروسة
- روان رضا: أخت الميت
- زياد كسار: توأم 1
- يوسف كسار: تؤام 2
- ماجد عبد الرازق: الرجل العجوز
- جولي: السكرتيرة
- السيد محمد: الصنايعي
- حسن محمود: مساعد أم صابرين
- محمد إيزبار: الصيني
- خالد الطبيب: المعالج
- محمد هشام: الطفل المسئول
- دينا الزلاقي: العروسة
- نادر محسن: العريس
- خالد عمارة: القاضي
- سيد بطاوي: الكوافير
- حمادة الأمور: المصوراتي
- مريم شامح: الممثلة
- إبراهيم حلمي: المنتج
- سهى الرملي: أم العروسة
- إيمان سالم: أم صفية
- زيزي محمود: جمالات
- وائل خليل: حلمي الترزي
- لوسيندا: الطفلة درية الصغيرة
- فكري سليم: دكتور حامد
- يوسف البسيوني: دكتور سامح
- أحمد طارق: دليفري الصيدلية ح 11
- كريم أحمد صادق: دكتور التحاليل
- ياسمين علي منتصر: إبتسام
- حسن محمود حسن: مساعد أم صابرين

## وصلات خارجية
- أشغال شقة جدا على موقع IMDb (الإنجليزية)
- أشغال شقة جدا على موقع قاعدة بيانات الأفلام العربية